# Acacia pulverulenta
Acacia pulverulenta é uma espécie de leguminosa do gênero Acacia, pertencente à família Fabaceae.